# Forêt domaniale
 (février 2023).
Une forêt domaniale est, en France, une forêt appartenant à l'État. Sa gestion est assurée par l'Office national des forêts (ONF) en application du Code forestier, héritier d'ordonnances et règlements qui se sont succédé depuis l'époque de Charlemagne « au gré du contexte politique, économique et démographique de la France, faisant des forêts domaniales les premiers espaces naturels dont la gestion est rigoureusement encadrée ». Le Code forestier actuel cependant encadre la gestion de toutes les forêts françaises, qu'elles soient domaniales ou privées.

## Statut juridique
L'existence de telles forêts est ancienne : en effet la domanialité, régime juridique distinct du patrimoine et de la propriété privée, remonte à l'édit de Moulins (1566). Elle doit cependant être interprétée aujourd'hui selon les concepts en vigueur dans le droit français moderne.

Ainsi, un certain nombre de forêts royales sont la « propriété » de l'État, leur gestion relève du ministère de l'Agriculture et par délégation à l'ONF et parfois à des parcs nationaux.
Ce « patrimoine de la nation » est juridiquement différent de la propriété ordinaire : l'État ne détient ni l'usus, qui revient au public, ni le fructus, qui n'existe pas[réf. nécessaire], ni l'abusus, le domaine public étant inaliénable.

### Aliénation des forêts domaniales

#### Avant 2006
Avant 2006, l'article L. 62 du code du domaine de l'État précisait :

« Les bois et forêts domaniaux ne peuvent être aliénés qu'en vertu d'une loi. Toutefois, il peut être procédé, dans la forme ordinaire, à la vente des bois domaniaux d'une contenance moindre de 150 hectares qui ne pourraient pas supporter les frais de garderie et qui ne sont pas nécessaires pour garantir les bords des fleuves, torrents et rivières et sont séparés et éloignés d'un kilomètre au moins des autres bois et forêts d'une grande étendue. »

Cet article précisait donc que peuvent être vendus par voie réglementaire (décret, arrêté) (« forme ordinaire »), les bois de moins de 150 ha isolés d'au moins 1 km d'autres bois.

#### La réforme de 2006
En 2006, c'est une ordonnance qui codifie la partie législative du code général de la propriété des personnes publiques ; l'ancien article L. 62 précité devient le nouvel article L. 3211-5 du CGPPP. Mais la codification s'accompagne d'une modification importante.
Le nouvel article L. 3211-5 dispose :

« Les bois et forêts de l'État ne peuvent être aliénés qu'en vertu d'une loi.

Par dérogation aux dispositions du premier alinéa, l'État peut dans les conditions précisées par décret en Conseil d'État procéder à la vente des bois et forêts qui satisfont aux conditions suivantes :

1° Être d'une contenance inférieure à 150 hectares ;

2° N'être nécessaires ni au maintien et à la protection des terrains en montagne, ni à la régularisation du régime des eaux et à la protection de la qualité des eaux, ni à l'équilibre biologique d'une région ou au bien-être de la population ;

3° Et dont les produits tirés de leur exploitation ne couvrent pas les charges de gestion.

Par dérogation aux dispositions du premier alinéa, les bois et forêts de l'État compris dans le périmètre d'une déclaration d'utilité publique sont cédés conformément aux dispositions du dernier alinéa de l'article L. 12-4 du code de l'expropriation pour cause d'utilité publique dans les conditions précisées par décret en Conseil d'État. »

## Gestion des forêts domaniales
En application du code forestier, l'Office national des forêts (ONF) gère les forêts domaniales. La gestion est faite en application d'un contrat d'objectifs et de performance entre l’État et l'ONF, qui énonce des éléments de politique forestière nationale. À la suite du Grenelle de l'Environnement un double objectif général est « Produire plus de bois, tout en préservant mieux la biodiversité ». Cette phrase ne concerne toutefois pas directement les forêts domaniales, dont l'objectif de récolte est stable.
Chaque forêt est dotée d'un plan de gestion, appelé aménagement forestier, d'une durée de 15 à 25 ans. Ce plan doit être validé par le ministre de l'agriculture. Cet aménagement établit les orientations de gestion et prévoit les coupes pendant toute la période.
Les recettes des forêts domaniales servent au fonctionnement de l'ONF, qui gère aussi bien des forêts rentables que des forêts peu rentables (notamment en montagne ou en Provence). Le bénéfice éventuel de l'ONF pourrait revenir à l'État.
Pour l'ONF, réussir l’adaptation des forêts au changement climatique passe par l’introduction d'un nouveau concept : "la forêt mosaïque". L’objectif : renforcer la diversification des essences, par des expérimentations menées dans des îlots d’avenir, et varier les modes de sylviculture.

## Surfaces et origine

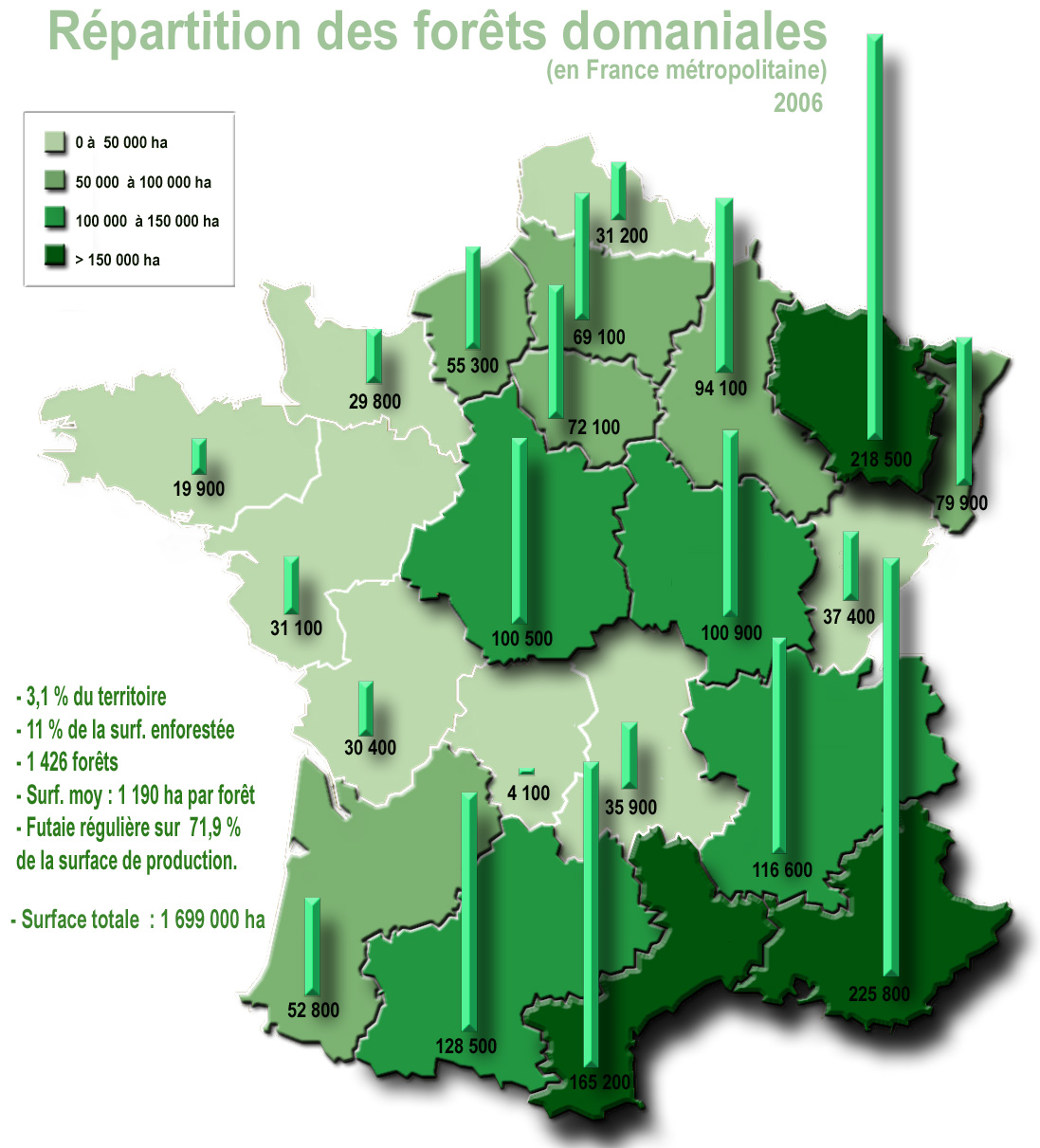
Répartition des forêts domaniales en France métropolitaine en 2006.

Il existe en France environ 1 300 forêts domaniales pour une surface forestière cumulée de près de 1 800 000 ha.
690 000 hectares sont d'origine royale ; 340 000 ha sont d'anciennes forêts abbatiales confisquées par l’État sous la Révolution ; 65 000 ha sont des dunes boisées en application de l'ordonnance du 5 février 1817 ; 390 000 ha sont constitués de terrains en voie d'érosion acquis au titre de la restauration des terrains en montagne ; 200 000 ha proviennent de forêts privées acquises depuis 1914.

### Origine des forêts royales
- Propriétés royales les plus anciennes. Elles sont essentiellement situées en région parisienne et dans la vallée de la Loire. Environ 390 000 ha.
- Apportées à la Couronne par Henri IV en 1589. Hautes-Pyrénées, Haute-Garonne et Ariège. Environ 80 000 ha.
- Anciens domaines souverains réunis au domaine royal (Flandre, Artois, Lorraine, Alsace, Franche-Comté, Corse). Environ 210 000 ha.
- Acquisitions en vue d'améliorer la fourniture en bois de marine des arsenaux de Lorient et de Brest au XVIIIe siècle. Environ 10 000 ha.

## Les grands massifs domaniaux
| Nom                                                                               | Localisation                   | Surface   |
| --------------------------------------------------------------------------------- | ------------------------------ | --------- |
| Forêt domaniale d'Orléans, la plus grande forêt domaniale de France               | Loiret                         | 34 700 ha |
| Forêt domaniale de Chaux                                                          | Jura                           | 20 493 ha |
| Forêt domaniale de Fontainebleau                                                  | Seine-et-Marne                 | 20 272 ha |
| Forêt domaniale d'Arc-en-Barrois                                                  | Haute-Marne                    | 15 210 ha |
| Forêt domaniale de Compiègne                                                      | Oise                           | 14 357 ha |
| Forêt domaniale de Rambouillet                                                    | Yvelines                       | 13 738 ha |
| Forêt domaniale du Montcalm                                                       | Ariège                         | 13 689 ha |
| Forêt indivise de Haguenau (indivision entre l'État et la commune de Haguenau)    | Bas-Rhin                       | 13 462 ha |
| Forêt domaniale de Retz                                                           | Aisne                          | 13 240 ha |
| Forêt domaniale de la Harth                                                       | Haut-Rhin                      | 13 140 ha |
| Forêt domaniale du Haut Verdon                                                    | Alpes-de-Haute-Provence        | 12 600 ha |
| Forêt domaniale de l'Aigoual                                                      | Gard                           | 11 460 ha |
| Forêt domaniale des Maures                                                        | Var                            | 11 097 ha |
| Forêt domaniale de Lyons                                                          | Eure, Seine-Maritime           | 10 700 ha |
| Forêt domaniale de Tronçais                                                       | Allier                         | 10 532 ha |
| Forêt domaniale du Haut Vallespir                                                 | Pyrénées-Orientales            | 10 267 ha |
| Forêt d'Horte (La Mothe)                                                          | Charente                       | 9 680 ha  |
| Forêt domaniale du Canigou                                                        | Pyrénées-Orientales            | 9 498 ha  |
| Forêt indivise d'Eu (indivision entre l'État et le département de Seine-Maritime) | Seine-Maritime                 | 9 303 ha  |
| Forêt domaniale de Mormal                                                         | Nord                           | 9 140 ha  |
| Forêt domaniale de Châtillon-sur-Seine                                            | Côte-d'Or                      | 9 000 ha  |
| Forêt domaniale de Grande Chartreuse                                              | Isère                          | 8 466 ha  |
| Forêt domaniale de Darney                                                         | Vosges                         | 8 010 ha  |
| Forêts domaniales de Saint-Gobain et de Coucy-Basse                               | Aisne                          | 8 480 ha  |
| Forêt domaniale de la Coubre                                                      | Charente-Maritime              | 7 916 ha  |
| Forêt domaniale des Bertranges                                                    | Nièvre                         | 7 672 ha  |
| Forêt domaniale de Moulière                                                       | Vienne                         | 6 800 ha  |
| Forêt domaniale de Brotonne                                                       | Seine-Maritime                 | 6 718 ha  |
| Forêt d'Eawy                                                                      | Seine-Maritime                 | 6 550 ha  |
| Forêt domaniale de Haye                                                           | Meurthe-et-Moselle             | 6 500 ha  |
| Forêts domaniales de Chœurs et de Bommiers                                        | Cher et Indre                  | 6 460 ha  |
| Forêt domaniale de l'Estérel                                                      | Massif de l'Esterel, PACA      | 6 000 ha  |
| Forêt domaniale de Château-Regnault                                               | Ardennes                       | 5 500 ha  |
| Forêt domaniale de Bercé                                                          | Sarthe                         | 5 400 ha  |
| Forêt domaniale d'Andaine                                                         | Orne                           | 5 396 ha  |
| Forêt domaniale de Chinon                                                         | Indre-et-Loire                 | 5 140 ha  |
| Forêt domaniale de Perseigne                                                      | Sarthe                         | 5 110 ha  |
| Forêt domaniale de Trois-Fontaines                                                | Marne                          | 5 070 ha  |
| Forêt de Raismes-Saint-Amand-Wallers                                              | Nord                           | 4 837 ha  |
| Forêt domaniale des Soulanes De Nore                                              | Aude                           | 4 811 ha  |
| Forêt du Gâvre                                                                    | Loire-Atlantique               | 4 460 ha  |
| Forêt de Crécy                                                                    | Somme                          | 4 322 ha  |
| Forêt d'Halatte                                                                   | Oise                           | 4 295 ha  |
| Forêt de Senonches                                                                | Eure et Loir                   | 4 287 ha  |
| Forêt domaniale des Camporells                                                    | Pyrénées-Orientales            | 4 242 ha  |
| Forêt domaniale de Montargis                                                      | Loiret                         | 4 100 ha  |
| Forêt domaniale de Boulogne                                                       | Loir-et-Cher                   | 4 075 ha  |
| Forêt de la Braconne                                                              | Charente                       | 3 904 ha  |
| Forêt de Laigue                                                                   | Oise                           | 3 827 ha  |
| Forêt domaniale de Cîteaux                                                        | Côte-d'Or                      | 3 610 ha  |
| Forêt domaniale de Loches                                                         | Indre-et-Loire                 | 3 590 ha  |
| Forêt domaniale de Saint-Germain-en-Laye                                          | Yvelines                       | 3 500 ha  |
| Forêt domaniale de Grésigne                                                       | Tarn                           | 3 460 ha  |
| Forêt d'Ermenonville                                                              | Oise                           | 3 319 ha  |
| Forêt domaniale de Russy                                                          | Loir-et-Cher                   | 3 272 ha  |
| Forêt de Sénart                                                                   | Essonne et Seine-et-Marne      | 3 000 ha  |
| Forêt domaniale de Rennes                                                         | Ille-et-Vilaine                | 2 950 ha  |
| Forêt de Hez-Froidmont                                                            | Oise                           | 2 800 ha  |
| Forêt de Thelle                                                                   | Oise                           | 2 800 ha  |
| Forêt de Blois                                                                    | Loir-et-Cher                   | 2 740 ha  |
| Forêt de Bouconne                                                                 | Haute-Garonne et Gers          | 2 700 ha  |
| Forêt domaniale de Mervent-Vouvant                                                | Vendée                         | 2 530 ha  |
| Forêt de Cerisy                                                                   | Calvados et Manche             | 2 255 ha  |
| Forêt domaniale Notre-Dame                                                        | Val de Marne et Seine-et-Marne | 2 200 ha  |
| Forêt domaniale de Marly                                                          | Yvelines                       | 2 000 ha  |